# Jocelyn Newman
Jocelyn Newman (ur. 7 lipca 1937 w Perth, zm. 1 kwietnia 2018) – australijska polityk, członkini Liberalnej Partii Australii (LPA). W latach 1986–2002 senator ze stanu Tasmania, od 1996 do 2001 członkini gabinetu federalnego Australii.

## Życiorys

### Kariera zawodowa
Była absolwentką prawa na University of Melbourne. Oprócz pracy w wyuczonym zawodzie, była także farmerem i hotelarzem.

### Kariera polityczna
W 1986 Parlament Tasmanii wybrał ją do Senatu Australii w celu dokończenia kadencji senatora, który zrezygnował. W latach 1987, 1990, i 1996 była wybierana przez mieszkańców stanu na pełne kadencje senackie. Po dojściu LPA do władzy w 1996 premier John Howard powołał ją w skład swojego gabinetu jako ministra zabezpieczenia społecznego. W latach 1998–2001 była ministrem ds. rodziny i służb społecznych. Dodatkowo w latach 1996–1997 i ponownie 1998–2001 zajmowała stanowisko ministra wspierającego premiera w kwestiach kobiet. 1 lutego 2002 zrzekła się mandatu parlamentarnego i przeszła na polityczną emeryturę.

### Życie prywatne
W latach 1961–1999 jej mężem był Kevin Newman, członek Izby Reprezentantów od 1975 do 1984. Ich syn Campbell Newman był w latach 2012–2015 premierem Queenslandu.